# Muria
Muria je menší a nečinná sopka v severní části indonéského ostrova Jáva. Leží mimo hlavní linii řetězce sopek, což se projevuje odlišným složením magmatu – převládají horniny s vysokým obsahem draslíku. Povrch Murie je posetý velkým množstvím kráterů, maarů, sypanými kužely a lávovými dómy. Nejmladší z nich jsou tři maary na jihovýchodním a severovýchodním svahu. Jejich stáří se odhaduje na začátek našeho letopočtu.